# 15899 Silvain
15899 Silvain eller 1997 RR1 är en asteroid i huvudbältet som upptäcktes den 3 september 1997 av den franske matematikern och amatörastronomen Pierre Antonini på Mont Ventoux. Den är uppkallad efter amatörastronomen Jacques Silvain.
Asteroiden har en diameter på ungefär 3 kilometer.